# Осемнадесета македонска ударна бригада
Осемнадесета македонска ударна бригада е комунистическа партизанска единица във Вардарска Македония, участвала във въоръжената комунистическа съпротива във Вардарска Македония по време на Втората световна война.
Създадена е на 4 октомври 1944 година в кумановското село Алгуня. Състои се от младежкия и допълнителния батальон и нови бойци от района на Куманово, Прешево и Буяновац. Бригадата е в състава на Кумановската дивизия на НОВЮ. Бригадата наброюва 1200 души. Бригадата води битки с части от единадесета немска армия и с балистите в направлението Куманово-Буяновац, Куманово-Прешево. В периода 21-24 октомври води боеве при селата Биляча и Сушево. На 11 ноември бригадата заедно със седемнадесета македонска ударна бригада и части на Първа българска армия влиза в Куманово. До декември 1944 година води битки с балистите в района на Скопска Църна гора, Урошевац и Гниляне. Същия месец бригадата е разформирована и състава и влиза в рамките на трета македонска ударна бригада.